# Luís II de La Trémoille

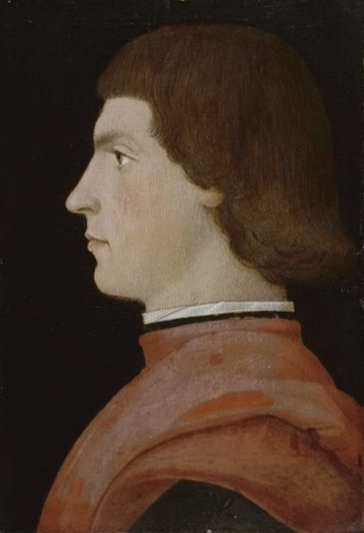

Luís II de la Trémoille, ou de La Trimouille (Bommiers, 20 ou 29 de setembro de 1460 - 1525), foi um nobre e general francês do final da Idade Média.
Serviu aos reis Carlos VIII, Luís XII e Francisco I. Era filho de Luís I de La Trémoille e de Margarida d'Amboise, sendo neto de Luís d'Amboise e de Maria de Rieux.

## Biografia
Louis nasceu em Thouars, o filho mais velho de Louis I de la Trémoille. Ele comandou um exército que tentou garantir a Bretanha para a coroa francesa depois que as revoltas internas enfraqueceram Francis II, duque da Bretanha durante a chamada "Guerra Louca" (La Guerre Folle). Sua vitória decisiva na Batalha de Saint-Aubin-du-Cormier em 28 de julho de 1488 terminou a independência bretã efetiva.  Participou de várias batalhas nas guerras italianas, notadamente a Batalha de Fornovo em 1495 e a Batalha de Agnadello de 1509. Sofreu uma derrota severa na Batalha de Novara (1513), na qual seu exército de 10 000 soldados foi emboscado por 13 000 mercenários suíços.
Mais tarde, conseguiu uma vitória francesa na Batalha de Marignano em 1515, mas pereceu na Batalha de Pavia em 24 de fevereiro de 1525, onde ele morreu de uma ferida infligida por um arcabuz.
Sua morte ocorreu durante o clímax da batalha, quando os franceses foram surpreendidos por 1500 arquebuseiros espanhóis. La Trémoille e outros franceses de alto escalão lutaram em direção ao rei, Francisco I, para protegê-lo. La Trémoille caiu do cavalo, atingido no coração.